# Gouffre des Busserailles
Il Gouffre des Busserailles (pron. fr. AFI: [ɡufʁə de bysʁaj]), talvolta chiamato erroneamente grotta delle Busserailles, è un geosito del comune di Valtournenche, in Valle d'Aosta. La cavità, di proprietà privata ma aperta al pubblico, si trova nei pressi del villaggio di Singlin, a 3 km da Pâquier, capoluogo di Valtournenche, ed è raggiungibile dalla strada regionale per Breuil-Cervinia.

## Descrizione
Il torrente Marmore si getta nel gouffre des Busserailles nella località omonima, a 1742 metri di altitudine.
Vicino all'entrata sono presenti tre marmitte dei giganti.
Il gouffre si dirama per 104 metri, la parete a strapiombo della gola si inabissa per 35 m. Lungo il percorso attrezzato si possono leggere sulle pareti le incisioni dei fratelli Victor-Joconde e Jean-Joseph Maquignaz, che per primi che vi si avventurarono.
Il gouffre des Busserailles è uno dei gouffres della bassa Valle d'Aosta: il Gouffre de Guillemore a Fontainemore, l'orrido di Ratus a Pontboset, le Gouilles du Pourtset a Champorcher e le goye di Hône, lungo il "sentiero degli orridi".

## Geologia
Dal punto di vista geologico, la bancata che sprofonda per 35 metri è composta di serpentiniti antigoritiche e rocce caratterizzate da metamorfismo eclogitico dell'unità geologica di tipo Zermatt-Saas, unità che si insinua tra il Monte Rosa e le Grandes Murailles.

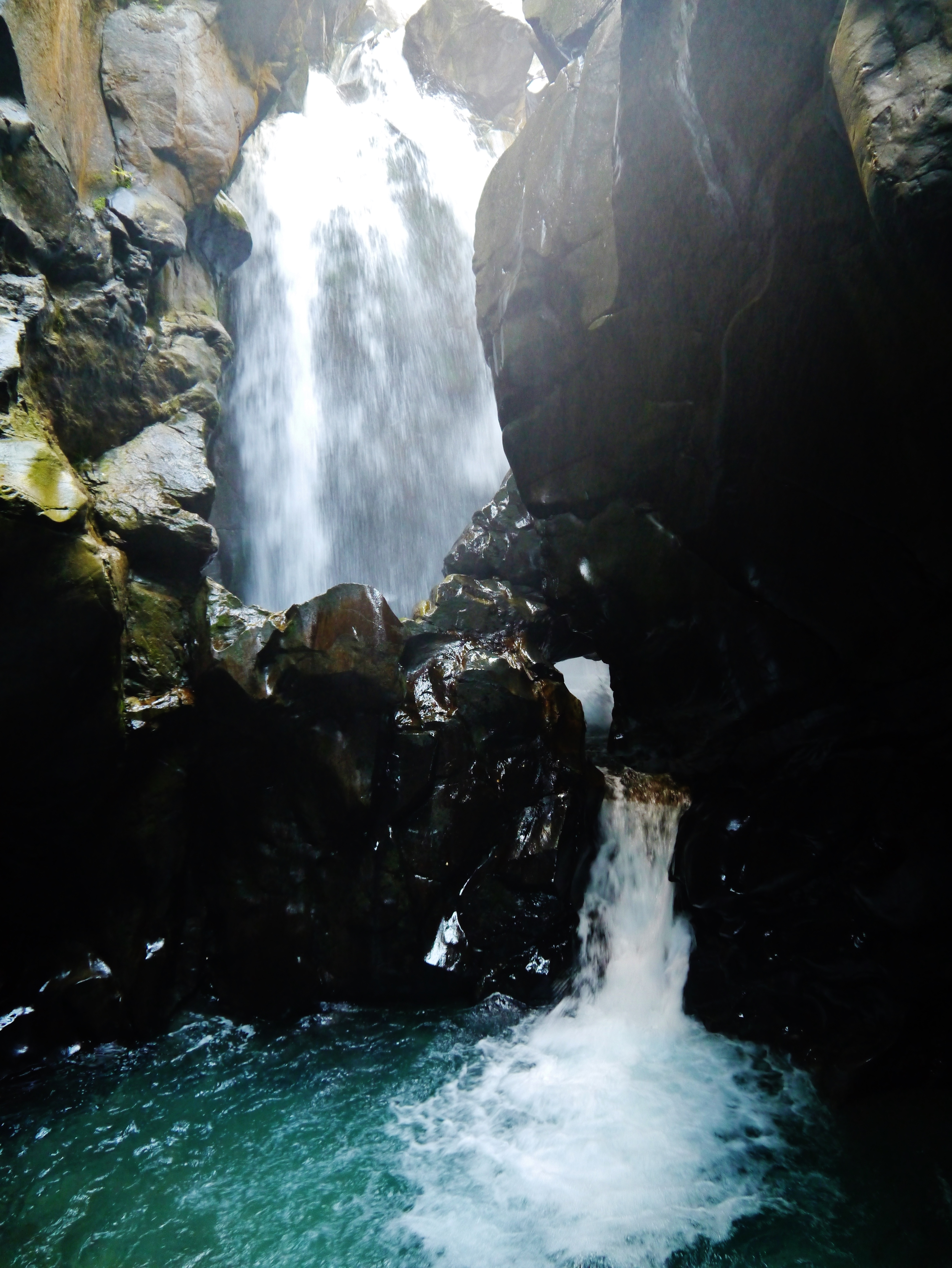
La cascata
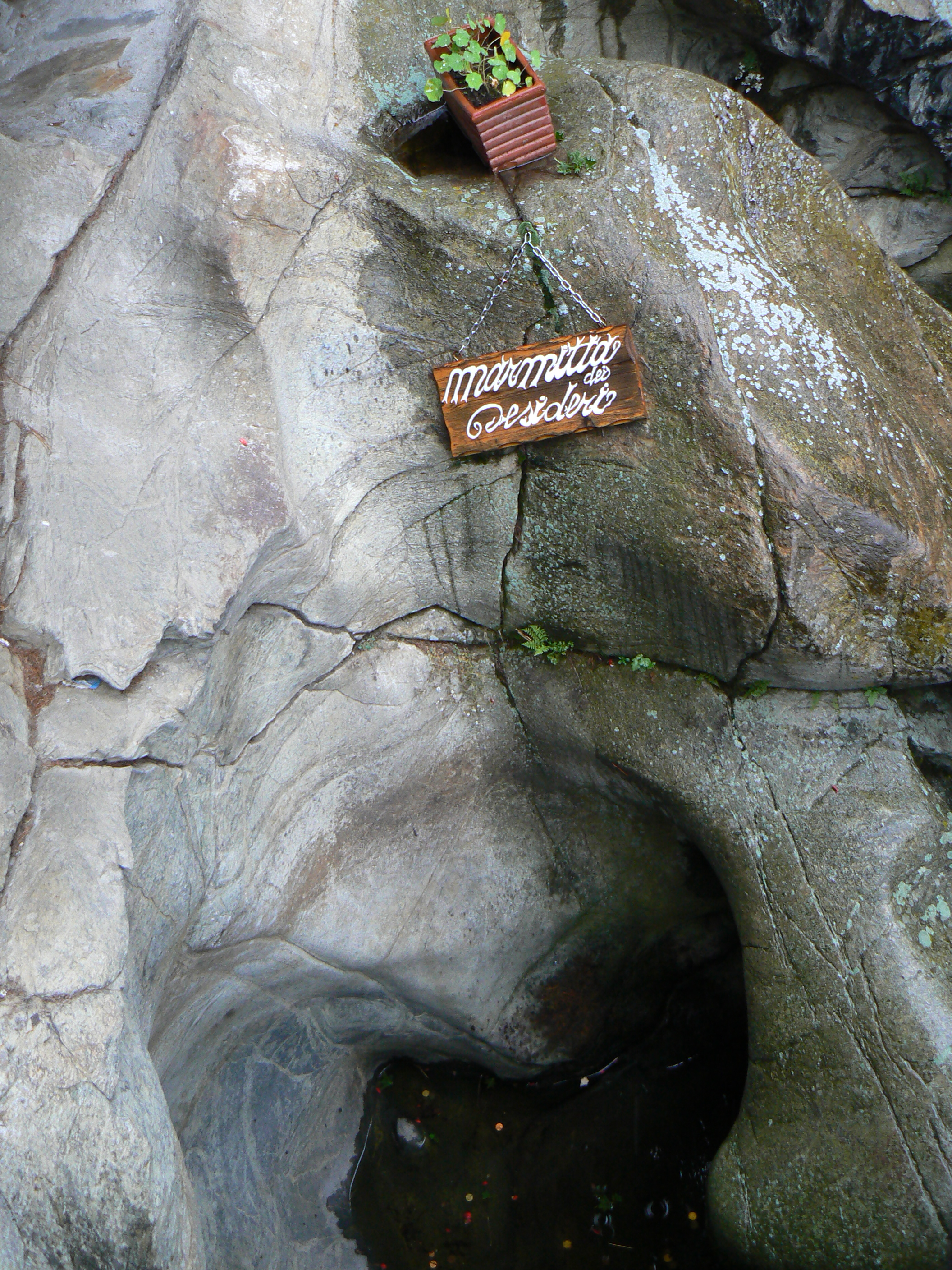
Una marmitta dei giganti all'entrata della cavità
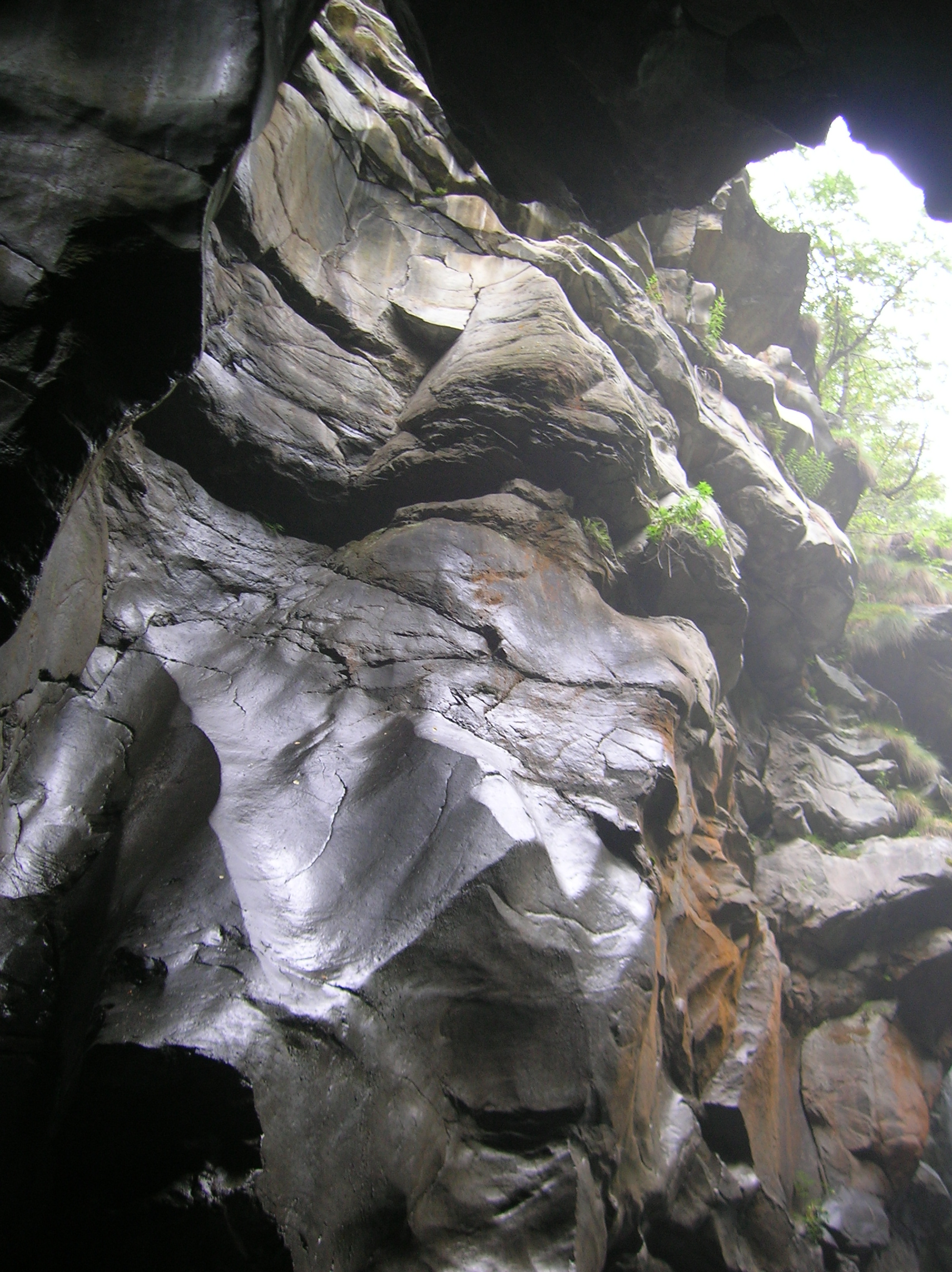
La roccia levigata.

## Storia

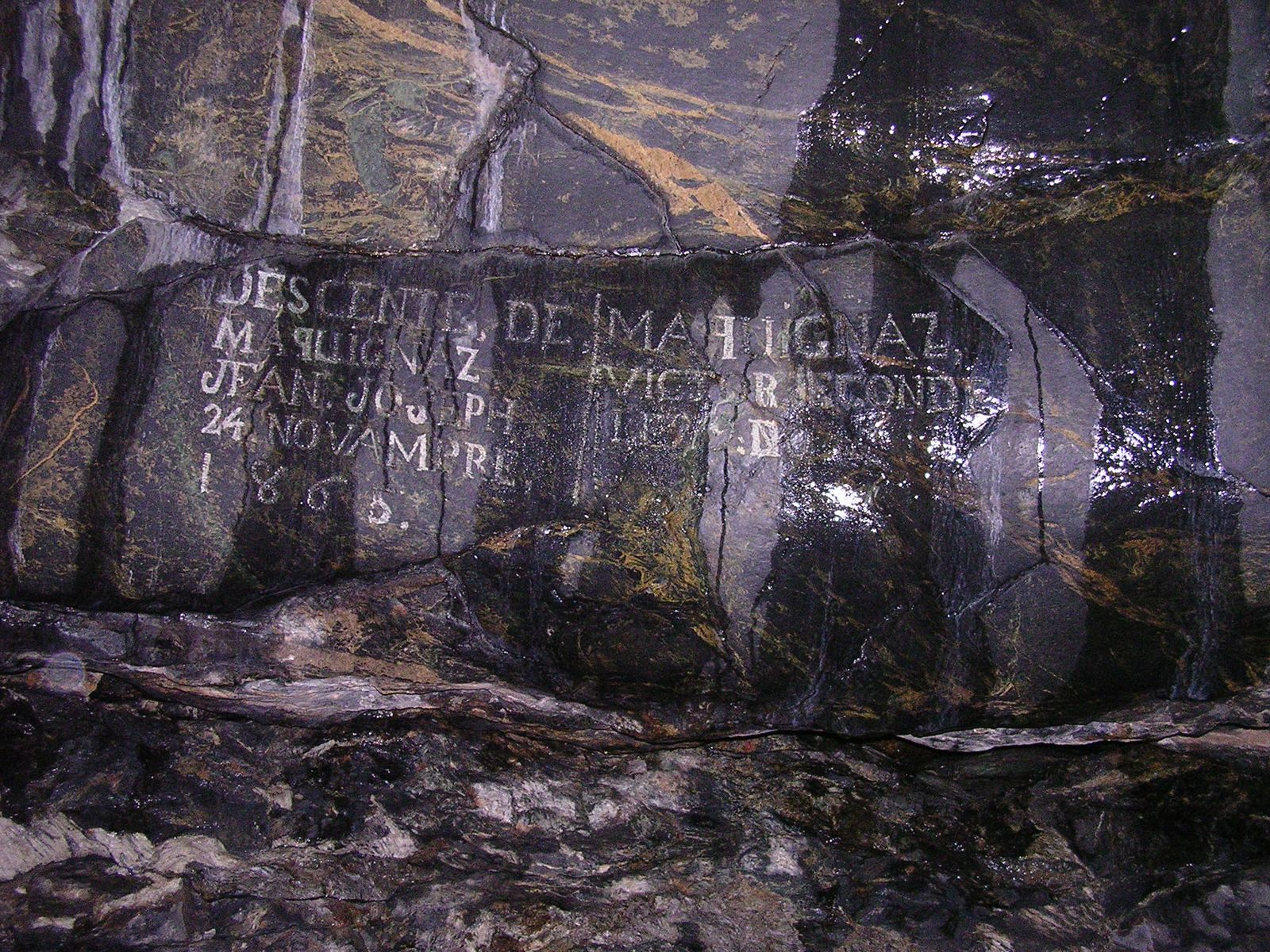
Un'incisione segna il passaggio dei fratelli Victor-Joconde e Jean-Joseph Maquignaz, tra i primi esploratori del gouffre des Busserailles.

Il pozzo venne esplorato per la prima volta il 19 novembre 1865 dalle celebri guide alpine di Valtournenche Jean-Antoine Carrel, Victor-Joconde Maquignaz e Alexandre Pellissier. Colpite dalla sua bellezza, esse decisero di porvi delle strutture per permetterne la visita. La guida Jean-Joseph Maquignaz vi discese il 24 novembre.
Il gouffre divenne un'attrazione turistica, e lasciò meravigliato anche l'alpinista inglese Edward Whymper:
(Edward Whymper, tradotto in francese nel 1873, traduzione italiana di Gian Mario Navillod)
La famiglia Maquignaz gestisce ancora oggi la manutenzione delle strutture che permettono ai turisti di visitare il pozzo.